# Växjö
Växjö (szw. [vɛkːɧøː]) – miasto (tätort) w południowej Szwecji. Siedziba władz (residensstad) regionu administracyjnego (län) Kronoberg. Ośrodek administracyjny (centralort) gminy Växjö oraz siedziba władz diecezjalnych i biskupa diecezji Växjö. Do 1970 Växjö miało administracyjny status miasta. Rodzinne miasto pisarza Pära Lagerkvista.
W 2010 Växjö liczyło 60 887 mieszkańców.
W mieście rozwinął się przemysł szklarski. maszynowy, metalowy oraz odzieżowy.

## Geografia
Växjö jest położone w południowej części prowincji historycznej (landskap) Smalandia, pomiędzy jeziorami Helgasjön od strony północnej a jeziorami Norra Bergundasjön, Södra Bergundasjön, Växjösjön i Trummen od południa.

### Przyroda
Uznawane za najbardziej zielone miasto Europy (hasło promocyjne gminy Växjö – Europas grönaste stad). Już w latach 80. ropę zaczęto zastępować biomasą w celu zmniejszenia wydzielania szkodliwego dwutlenku węgla, właściciele willi przeszli na ogrzewanie peletami i za pomocą paneli słonecznych, a z samochodów wielu przesiadło się na rowery. Växjö nie tylko na obrzeżach, ale również w centrum wypełnione jest po brzegi zielenią, zagospodarowane parkami, alejami, ścieżkami rowerowymi oraz biegowymi.

## Historia
Miasto otrzymało prawa miejskie 13 lutego 1342 od króla Magnusa Erikssona.

## Edukacja
Växjö od 1999 jest ośrodkiem uniwersyteckim. 1 stycznia 2010 połączono Uniwersytet w Växjö z Wyższą Szkołą w Kalmar i utworzono działający w obu miastach Uniwersytet Linneusza.

## Sport
- Östers IF – klub piłkarski
- Växjö Lakers Hockey – klub hokejowy

## Miasta partnerskie
- Schwerin
- Pobiedziska
- Kowno